# Moberg Pharma
Moberg Pharma (fd. Moberg Derma) är ett svenskt börsnoterat (Nasdaq Nordic: MOB) läkemedelsbolag fokuserat på utvärtes mediciner. Företagets produkter riktar sig bland annat mot nagelsvamp och hudproblem. Peter Wolpert är VD och äger drygt 2,5 % av bolagets aktier.

## Historia
Företagat grundades 2006 på Karolinska institutet baserat på forskning utförd av hudläkaren Sven Moberg. 2010 lanserades de första produkterna och ett försök gjordes att genomföra en notering på Stockholmsbörsen vilket misslyckades. I maj 2011 gjordes ett nytt försök.

## Produkter
Under 2010 lanserades företagets första produkter, Emtrix (under namnet Nalox) och Kaprolac. Emtrix är ett preparat mot nagelsvamp och är lättanvänd jämfört med tidigare receptfria alternativ. Kaprolac är fem olika produkter som används mot torr hud, mjäll, torra fötter och spruckna nagelband.

## Forskning
Företaget har två projekt i klinisk fas III . Projektet MOB-015 riktar sig mot nagelsvamp. Effekten ska vara den samma som receptbelagda läkemedel men är till skillnad från dessa ett utvärtes preparat. BUPI ger smärtlindring vid inflammation och sårbildning i slemhinnorna i munnen, något som är vanligt vid cancerbehandling.